# Петар Баћовић
Петар Баћовић (Калиновик, 1898. — април 1945) био је мајор Југословенске војске у резервном саставу, адвокат и четнички војвода током Другог свјетског рата. Од љета 1941. до априла 1942. године био шеф кабинета министарства унутрашњих послова у марионетској Влади народног спаса Милана Недића. У јулу 1942. вођа четничког покрета Драгољуб Михаиловић и његова Врховна команда су га поставили за заповједника оперативних јединица у источној Босни и Херцеговини, током којег је сарађивао са Италијанима и Нијемцима у акцијама против партизана.
Баћовић и други четнички команданти су извршили бројне масакре над муслиманским и хрватским цивилним становништвом и онима који су подржавали партизански покрет. У априлу 1945. године, у близини Бање Луке заробили су га и убили припадници Хрватских оружаних снага заједно са четничким вођама Павлом Ђуришићем и Захаријем Остојићем и четничким идеологом Драгишом Васићем у очигледној замци. Према неким изворима, Баћовић и остали су одведени у логор Јасеновац, гдје су убијени.

## Биографија

### Детињство и младост
Петар Баћовић рођен 1898. године у Калиновику у Босанском вилајету, покрајини Османског царства која се налазила под окупацијом Аустроугарске од 1878. године. Његов отац Максим био је четнички војвода. Прије избијања Другог свјетског рата, Баћовић је био мајор Југословенске војске у резервном саставу. Студирао је право, бавио се правним пословима и био је банов биљежник непосредно пред избијање рата.

### Други свјетски рат

#### Министарство унутрашњих послова и придруживање четницима
Од љета 1941, Баћовић је био шеф кабинета министарства унутрашњих послова у марионетској Влади народног спаса Милана Недића на Подручју војног заповједника у Србији. Вођа четника Драгољуб Михаиловић, без непосредне контроле над многим независним четничким групама широм окупиране и распарчане Југославије, преко курира и писама ступао је у контакт са неким четничким вођама. Након једног споразума Недића и Михаиловића, Баћовић је априла 1942. напустио Београд и придружио се четницима у источној Босни, тада дијелу Независне Државе Хрватске. Послат је као Михаиловићев стални представник код Доброслава Јевђевића и Илије Трифуновић Бирчанина, главним вођама четничких одреда у Херцеговини.

#### Трећа непријатељска офанзива
Од половине маја до почетка јуна 1942. Баћовић је учествовао у заједничкој италијанско-четничкој Црногорској офанзиви против партизана, које су укључивале и операције у источној Херцеговини. Баћовић је предводио четнике против партизана у Санџаку између Црне Горе под италијанском окупацијом и Србије под немачком окупацијом. Његови одреди су се борили заједно са санџачким четницима које су предводили Здравко Касаловић и Војислав Лукачевић и пожешким четничким одредом предвођеним Вучком Игњатовићем и Милошем Глишићем. Пожешки четници су деловали као „легализоване” помоћне трупе Недићеве квислиншке владе уз дозволу Нијемаца. Ове снаге су се бориле yз италијанску 19. пешадијском дивизијом Венеција и 5. алпском дивизијом Пустерија и била су једна од три главне четничке формације укључене у заједничку офанзиву. Црногорске четнике су предводили Павле Ђуришић и Бајо Станишић. Суочени са нападом са три стране, малобројније партизанске снаге су се повукле из Црне Горе и источне Херцеговине у југоисточну Босну, а затим су извеле поход у Босанску крајину. Крајем маја, Баћовић је поднео извјештај Михаиловићу о Ђуришићевим снагама и великој количини оружја и опреме коју је добио од Италијана.

#### Легализација код Италијана
У љето 1942. након успостављања реда у знатним дијеловима италијанске зоне утицаја у НДХ, вође четничких одреда Петар Самарџић, Момчило Ђујић, Урош Дреновић, Доброслав Јевђевић и Илија Трифуновић Бирчанин и њихови главни политички представници признати су као помоћне снаге 2. армије Италијанске војске. Почетком тог љета, заповједник 2. италијанске армије, генерал Марио Роата се уједно сложио да четницима врши испоруке оружја, муниције, хране и одјеће. До 16. јула 1942. Баћовић, који је дјеловао као један од Јевђевићевих војних организатора, обавијестио је Михаиловића да је већина од 7.000 четника у Херцеговини добро опремљено лаким наоружањем и да је „легализован” код Италијана. Заједно са Ђујићевом групом, број „легализованих” четника у италијанској зони НДХ је износио 10.000 или више.
Од марта 1942, Михаиловић је тражио могућност за стварање „националног коридора” који би повезао све четничке одреде које дјелују у италијанској зони утицаја у НДХ, у Црној Гори, Херцеговини, Далмацији, Лики и западној Босни. У јуну, како би допринио Михаиловићевој идеји „националног коридора”, Јевђевић је понудио да пошаље 2.000 херцеговачких четника у Далмацију, гдје би били стављени под заповједништво Бирчанина. Преласком четничких снага у Далмацију дата је прилика да изврши удар на велику концентрацију партизанских снага који су се у то вријеме налазили у западној Босни.

#### Конференција у Зимоњића Кули
Драгољуб Михаиловић је 22. и 23. јула 1942. године одржао конференцију у Зимоњића Кули код села Автовца у источној Херцеговини, којој су присуствовали Бирчанин, Ђуришић, Јевђевић, Захарије Остојић, Радован Иванишевић, Милан Шантић и скупина четничких заповједника из Херцеговине. Циљ састанка био је успостављање сарадње између херцеговачких и црногорских четничких вођа. Баћовић је постављен за заповједника оперативних јединица у источној Босни и Херцеговини, замјењујући Бошка Тодоровића, којег су заробили и погубили партизани крајем фебруара 1942. године. Бирчанин је постављен за заповједника јединица у Далмацији, Лици и западној Босни.
Историчар Фикрета Јелић-Бутић вјерује да је на конференцији било расправе о антипартизанској офанзиви, као могућег одговора на Загребачки споразум између Италије и НДХ у јуну. Загребачким споразумом је предвиђено велико повлачење италијанских снага из великог подручја НДХ, укључујући дио Босне јужно од њемачко-италијанске демаркационе линије, као и Кордун, Лику и Далмацију, а четничке вође су вјеровале да ће се тиме смањити подручје на коме би могли дјеловати уз италијанску сагласност. Другог дана конференције, Јевђевић и Бирчанин су отпутовали недалеко од Требиња и састали се са двојицом четничких вођа, Радмилом Грђићем и Миланом Шантићем, који су се договорили о низу циљева и стратегија:
- Стварање Велике Србије,
- Уништавање партизана,
- Уклањање католика и муслимана,
- Непризнавање НДХ,
- Несарадњa са Нијемцима и
- Привремена сарадња са Италијанима због оружја, муниције и хране.

Четници су се обратили окупљеном народу у Требињу, објављујући да имају ћелије у сваком селу у источној Херцеговини и да раде на стварању Велике Србије. Само пет дана након Баћовићевог постављања на дужност, заповједник Горског штаба босанских четничких одреда, Стеван Ботић, тражио је да се Баћовић замјени. Ботић се сам поставио за заповједника Горског штаба, након што је претходни заповједник Јездимир Дангић ухапшен у Бајинoj Башти у априлу 1942. године. Ботић и његови савезници су се противили Михаиловићевој контроли, јер су фаворизовали политичку, а не строго војну организацију, тражили су наставак сарадње са Недићем који је ухапсио Дангића и противили су се да босанским четницима заповједа неко ко није Босанац. Ботић је желио да остане независан од Михаиловића како би могао слободно да врши злочине над Муслиманима и Хрватима без нарушавања Михаиловићевог угледа међу Србима. Недуго након конференције, и Баћовић и Бирчанин су преговарали са штабовима 6. и 18. италијанског корпуса у вези предложене офанзиве против партизана у западној Босни.
До августа, Ботић се залагао са „ликвидацију” Ботићевог Горског штаба јер је стварао пометњу и покушавао политизовати четнички покрет у Босни и Херцеговини по моделу Земљорадничке странке, која је бранила интересе српских сељака у Босни против муслиманских земљопосједника током међуратног периода. У континуираном четничком напору да уклоне спољашње непријатеље и очисте своје редове, Баћовић је 6. августа 1942. наредио заповједницима свих корпуса и бригада, да доставе спискове таквих особа са приједлозима како да се баве њима. Заповједницима бригада је наређено да пошаљу црне тројке да убију особе које су означене са словом „З” (скраћено од „закољи”) у року од 24 часа од примања имена. Баћовић је тражио да убиства буде извршена искључиво ножем за клање.

#### Заузимање Фоче и масакр над Муслиманима и Хрватима
Четници под заповједништвом Остојића, али углавном из Ђуришићевог Лимско-санџачког четничког одреда и поступајући под Михаиловићевим наређењима, 19. августа су напали и заузели источнобосанску варош Фочу, који су у јуну напустиле партизанске снаге и тада окупирале снаге НДХ. Након двочасовне битке, четничке јединице су ушле у Фочу и отпочеле масакрирање муслиманског становништва, без обзира на пол и старост. Према првобитним четничким извјештајима, убијено је укупно 1.000 људи, укључујући око 450 припадника Хрватског домобранства и Усташке војнице, као и око 300 жена и дјеце. Каснији четнички извјештаји наводе да је након заузимања Фоче убијено између 2.000 и 3.000 људи. Неколико дана након заузимања, Баћовић и Јевђевић су извјестили Михаиловића да су уклоњени сви трагови масакра и да је званично објављено да су убијени одговорни за пљачке и убиства. Осам дана након заузимања Фоче, Баћовић је написао „том приликом погинуло 1.200 усташа у униформама и око 1.000 компромитованих Муслимана, док смо ми имали само четири погинула и пет рањених”.
На пољу близу Устиколине и Јахорине у источној Босни, четници Баћовића и Остојића масакрирали су око 2.500 Муслимана и спалили бројна села. Баћовић је убио и неколико партизанских присталица у другим мјестима. У септембру 1942. године, Баћовић је завршио обилазак четничких јединица у Херцеговини и извијестио да је морал становништва одличан и да су усташке и партизанске акције одвлачиле становништво од четника. Истог мјесеца, његови четници су убили 900 Хрвата и приобалној вароши Макарска. Баћовићев извјештај је јасно показао да су његове снаге водиле планске операције убијања и протјеривања муслиманског и католичког становништва Херцеговине. У једном од његових извјештаја у коме се говори о нападу на Љубушки у западној Херцеговини и Имотски у Далматинском залеђу, стоји да су његови четници живе одрали тројицу католичких свештеника, убили све мушкарце стрије од 15 година и разорили 17 села.

#### Операција Алфа и каснији масакри
На крају августа 1942. године, Михаиловић је издао директиве четничким јединицама у којима је наложио да се припремају за велику противпартизанску операције заједно са италијанским и хрватским снагама. У септембру 1942, свјесни чињенице да нису у могућност сами поразити партизане, четници покушавају убиједити Италије да покрену велику операцију против партизана у западној Босни. Бирчанин се састаје са Роатом 10. и 21. септембра и позива га да покрене ову операције што је раније могуће како би се партизани уклони са подручја Ливно—Прозор нудећи 7.500 четника као помоћ под условом да им се обезбједи неопходна храна и оружје. Постигао је успијех о добијању неког оружја и обећања о акцији. Предложена операција, суочена са противљењем усташког поглавника Анте Павелића и опрезом италијанског врховног заповједништва, нашла се пред отказивањем, али пошто су Јевђевић и Бирчанин обећали да ће сарађивати са хрватским и муслиманским противпартизанским јединицама, настављена је, али са смањеним четничким учешћем.
Баћовић и Јевђевић, са 3.000 херцеговачких четника, учествовали су у италијанским операцији Алфа, што је укључивао удар из два смјера на Прозор. Четници су се борили заједно са италијанском 18. пјешадијском дивизија Месина, док су напредовали од линије ријеке Неретве, са њемачком 714. и 718. пјешадијском дивизијом, а снаге НДХ су се кретале са сјевера. Прије офанзиве Баћовић је отворено објавио своје планове уништавања читавих муслиманских села. Прозор и мање вароши заузеле су комбиноване италијанско-четничке снаге. Четници под Баћовићевим и Јевђевићевим заповједништвом са ентузијазмом су учествовали у операцији, спаљујући хрватска и муслиманска села и убијајући цивиле. Између 14. и 15. октобра, херцеговачки четници су масакрирали премо 500 Муслимана и Хрвата и разорили неколико села, трвдећи да су „крили и помагали партизане”. Баћовић је 23. октобра извјестио Михаиловића „у операцији у Прозору заклали смо више од 2.000 Хрвата и Муслимана”. Према историчару Јози Томашевићу, недовршени подаци показују да су масакрирана 543 цивила. Најмање 656 жртава је наведено по имену, док други извори наводе да је убијено око 848 људи, углавном „жена, дјеце и стараца”. Историчар Иво Голдштајн наводи процјену од 1.500 жртава и неслагање података приписује чињеници да се процјене односе на различите територије.
Роата је изразио негодовања због „масивног клања” неборбених цивила и запријетио да ће зауставити италијанску помоћ четницима уколико не престану. Он је затражио да се „Трифуновић обавијести да уколико се четничко насиље над хрватским и муслиманским становништво не заустави одмах, ми ћемо престати снабдијевати храном и дневним платама оне формације чији су припадници починиоци насиља. Уколико се ово криминално стање настави, биће преузете строже мјере”. Масакри су разљутили власти НДХ и Италијани су морали наредити четници да се повуку из Прозора. Неку су отпуштени у потпуности, док су поједини касније послати у сјеверну Далмацију како би помогли Ђујићевим четницима. Операција Бета која је усљедила нешто касније истог мјесеца, а у којој су италијанске и хрватске снаге заузеле Ливно и околна насеља. Мјесец послије масакра, Јевђевић и Баћовић су написали самокритични извјештај Михаиловићу, у нади да ће се дистанцирати од акција својих снага.
У октобру 1942. године, Баћовић је упутио апел српским партизанима у којем је за оснивање партизанског покрета окривио Јевреје. Окривио је партизане за уништење традиционалног српског друштва, вјере и морала, тврдећи да су искварили жене и омладину и промовисали инцест и неморал. Даље је осудио српске партизане, јер их предводе „Јевреји, Муслимани, Хрвати, Мађари, Бугари”. У истом мјесецу, његов штаб је издао нови апел, у којем тврди да српски четници контролишу цијелу Србију, Црну Гору, Санџак, Херцеговину и већину Босне, а да се српски партизани могу пронаћи само у неколико мјеста у Босни. Он их је позвао да пређу у четнике, како би се вратили „добрим Србима” и допринијели стварању „слободне и велике српске државе”. Баћовићеви одреди су починили нове злочине над Хрватима и Муслиманима у Мостару и Коњицу у новембру 1942. године.

#### Операција Вајс
Крајем септембра или почетком октобра 1942, Баћовић и Јевђевић су водили преговоре са муслиманским прваком Исметом Поповцем и споразумјели су се да регрутује босанске муслимане у четничке редове. Поповчева муслиманска четничка милиција се касније борила против партизана у осовинској операцији Вајс I почетком 1943, али се није претерано истакла. До децембра 1942. године, Италијани су помогли у превозу око 4.000 Баћовићевих четника у сјеверну Далмацију и Лику, док се планирао превоз још 4.000 касније. Баћовић је 8. јануара 1943. од тешко болесног Трифуновића-Бирчанина добио титуле четничког војводе.
Крајем јануара 1943. Баћовићеве снаге у сјеверној Далмацији су починили масакр на хрватским цивилима у мјесту Врлика код Сплита. Након смрти Трифуновића-Бирчанина у фебруару 1943. године, Баћовић, Јевђевић, Ђујић и Баћовићев начелник штаба Радован Иванишевић су се договорили да наставе његову политику блиске сарадње са Италијанима против партизана. Дана 10. фебруара 1943. издат је проглас који су потписали Баћовић, Ђујић, Иванишевић и Илија Михић. У прогласу који је упућен становништву Босне, Лике и Далмације се наводи да су четници очистили Србију, Црну Гору и Херцеговину од партизана и да исто планирају да ураде исто и овде. Проглас је оптуживао партизане да су „разбојници и јеврејски плаћеници”. Проглас такође позива обичне борце у партизанским редовима да убију своје политичке комесаре и приступе четницима, тврдећи да су се „на стотине њихових другова сваког дана предају четницима” јер су схватили да су „издани и заведени од јеврејских комуниста”.
До фебруара 1943. 2.807 од 8.137 четника који су дјеловали у сјеверној Далмацији као дио 17. корпуса Добровољачке антикомунистичке милиције су били под заповједништвом Баћовића. У јулу 1943. године, црногорски партизански вођа Милован Ђилас је контактирао и Баћовића и Остојића како би утврдио њихову спремност да раде заједно против Нијемаца и Италијана, с обзиром на то да ће нова Југословенска влада у егзилу бити успостављена у Лондону без Михаиловића. Баћовић и Остојић су извијестили Михаиловића о овом контакту, који им је запријетио да ће их искључити из четничких редова уколико одрже контакт са партизанима.

#### Каиро, Лондон и повратак
Половином фебруара 1944. Баћовић и Лукачевић су пратили пуковника Управе за специјалне операције Вилијама Бејлија до јадранске обале јужно од Дубровника и били су евакуисани из Цавтата патролним бродом Краљевске морнарице. Затим су преко Каира отпутовали за Лондон, где је Лукачевић представљао Михаиловића на венчању краља Петра II Карађорђевића 20. март 1944. Након што је Черчилова влада одлучила да повуче своју подршку Михаиловићу, Баћовићу и Лукачевићу није било дозвољено да се врате у Југославију све док се британска војна мисија на челу са бригадним генералом Чарлсом Армстронгом не евакуише безбедно са окупиране територије. Њих двојицу у Барију су задржали Британци, који су их осумњичили да пљачку која се десила у југословенском конзулату у Каиру. Већина новца, драгуља и нецензурисаних писама које су носили им је одузета. Њих двојица су одлетела из Барија 30. маја и слетели су на аеродром у Прањанима северозападно од Чачка. Пошто се њихово слетање поклапало са Армстронговим одласком, Баћовић и Лукачевић су захтевали да се Армстронг држи као талац све док се њихова одузета имовина не врати из Барија. Четничко особље на аеродрому није желело да више задржава Армстронга и дозвољено му је да оде без инцидента.
Касније истог месеца, Баћовић је помогао у организовању четничке Независне група националног отпора и желео је да ступи у контакт са британским снагама за које је очекивао да ће се искрцати на јужној јадранској обали. Баћовић и Остојић су 11. септембра 1944. упозорили четнички штаб да се муслимани и Хрвати у великом броју придружују партизанима и да четницима у Босни и Херцеговини недостаје хране и муниције. Предложили су да Михаиловић затражи савезничку окупацију Југославије или да ризикује да политички и војно изгуби рат. Истакли су да је југословенско становништво осетило да партизане сада подржавају три највеће савезничке силе, а да су четници остављени на цедилу. Баћовић је увек упозоравао Михаиловића да се пази сарадње са Немцима и Италијанима и често га упозоравао да Михаиловић не сме бити виђен да отворено сарађује са окупаторима. Партизани и Црвена армија су 20. октобра ослободили Београд, а четници су ускоро изгубили Србију, седиште свог покрета. После слома четничког покрета почетком 1945. Баћовић више није био одан Михаиловићу.

#### Повлачење и смрт
Након што су Црвена армија и партизани ослободили Београд 20. октобра 1944, Михаиловић и његове снаге које су бројале неколико стотина четника повукли су се из Србије и дошли на Мајевицу. Михаиловићу се придружио и Павле Ђуришић са црногорским четницима.
Чим се придружио Михаиловићу у североисточној Босни, Ђуришић је оштро критиковао Михаиловићеве вођство и чврсто чврсто заговарао да се преостали четници повуку у Словенију. И Остојић и Баћовић су критиковали Михаиловићеве планове. Пошто није успео да убеди Михаиловића, Ђуришић је одлучио да без Михаиловића крене у Словенију и договорио се са јединицама Димитрија Љотића који су већ били у Словенији да га сачекају код Бихаћа и помогну у повлачењу. Баћовић је 10. марта 1945. кренуо са делом потчињених јединица заједно са пуковником Мирком Лалатовићем, потпуковницима Павлом Ђуришићем, Луком Балетићем и Захаријем Остојићем и књижевником и четничким идеологом Драгишом Васићем, као и великим бројем избеглица у сусрет западним савезницима преко територије НДХ.
Да би стигао до Бихаћа, Ђуришић је са деловима Хрватских оружаних снага и црногорским сепаратистом Секулом Дрљевићем направио споразум о слободном пролазу. Детаљи овог споразума нису познати, али чини се да су Ђуришић, Остојић и Баћовић са својим војницима хтели да пређу преко Саве у Славонију, где би се сврстали уз Дрљевића као Црногорска народна војска, док би Ђуришић задржао оперативну команду. Ипак, чини се се да су четници покушали да преваре Дрљевића и снаге ХОС-а слањем болесних и рањених преко Саве, док су задржали здраве борце јужно од реке, после чега су кренули на запад. Иако су их спреда нападале хрватске снаге, а са леђа снаге Југословенске армије, четници су стигли до реке Врбас и почели да је прелазе. У бици на Лијевче пољу близу Бање Луке, удружене четничке снаге су претрпеле тежак пораз од војске НДХ наоружане немачким тенковима.
После опкољавања и уништења његове групе код Лијевче Поља и бега дела потчињених јединица Дрљевићу, Ђуришић је покушао да преговара са генералима ХОС о даљем кретању четника према Словенији. Ипак, чини се да је ово била замка, пошто је Ђуришић заробљен и одведен у Јасеновац где је око 20. априла 1945. убијен заједно са Баћовићем, потпуковником Лалатовићем, Остојићем, неколицином православних свештеника и другима.

## Одликовања
- Орден Карађорђеве звезде са мачевима IV реда (1943)[52]